# ژاله خون شد
«ژاله خون شد» از سرودهای انقلاب ۱۳۵۷ با آهنگسازی حسین علیزاده و شعری از سیاوش کسرایی است که بعد از تظاهرات ۱۷ شهریور ساخته شد.
جمعی از چهره‌های بزرگ موسیقی در اعتراض به واقعهٔ ۱۷ شهریور در میدان ژالهٔ تهران، از کار در رادیو استعفا دادند. آنها در زیرزمین خانهٔ محمدرضا لطفی جمع می‌آمدند و ترانه می‌ساختند. این شعر هم از محصولات این دوران است.